# La Maternidad (Botero)
La Maternidad es una escultura urbana de Fernando Botero ubicada en la plaza Escandalera, en la ciudad de Oviedo, Asturias, España.
El paisaje urbano de esta ciudad se ve adornado por obras escultóricas, generalmente monumentos conmemorativos dedicados a personajes de especial relevancia en un primer momento, y más puramente artísticas desde finales del siglo XX. La escultura está hecha en bronce y está datada en 1989, pese a que se instaló en 1996.
La obra, versión moderna de una madre y de su iconografía, presenta una mujer sentada con un niño sobre uno de sus muslos. La figura, que mide casi dos metros y medio, y pesa 800 kilogramos, tiene un color gris oscuro y deja al descubierto las redondeadas y obesas formas características del escultor colombiano, autor de la misma.